# Gegenrecht
Mit dem Gegenrecht (auch Gegenseitigkeitsrecht) werden Mitgliedern alpiner Vereine auf Schutzhütten anderer alpiner Vereine dieselben Rechte und Pflichten wie den Mitgliedern des Vereins, dem die Hütte gehört, eingeräumt.

## Internationales Gegenrecht
Im Rahmen des multilateralen Abkommens Gegenrecht auf Hütten haben sich die größeren alpinen Vereine zur Gewährung des Gegenrechts verpflichtet. Zur Inanspruchnahme wird ein gültiger Jahresausweis des jeweiligen Vereins, auf dem das Gegenrechtslogo mit den Worten GEGENRECHT-RÉCIPROCITÉ eingedruckt oder aufgeklebt ist, benötigt.
Das internationale Gegenrecht gilt derzeit auf 545 Hütten des Österreichischen Alpenvereins, Deutschen Alpenvereins und Alpenvereins Südtirol sowie auf weiteren 1.300 Hütten in der Schweiz, Liechtenstein, Frankreich, Italien, Spanien, Slowenien, Belgien, Luxemburg und in den 
Niederlanden.
Gemäß der Internationalen Vereinbarung über das Gegenrecht auf Berghütten:
- treffen sich die beteiligten Vereine alljährlich zu einer Versammlung, in deren Rahmen alle ordentlichen Fragen des Gegenrechts behandelt werden. Die Versammlung findet normalerweise im Umfeld der Mitgliedsversammlung des Club Arc Alpin (CAA) an deren Ort statt.
- wird der/die Vorsitzende durch das internationale Gegenrechtssekretariat unterstützt. Das internationale Gegenrechtssekretariat wird durch den Schweizer Alpen-Club geführt (SAC Geschäftsstelle und UIAA Office in Bern).
- ist das Gegenrechtssekretariat allein berechtigt, die Gegenrechtsmarken für den individuellen Verkauf zu drucken und auszugeben.

### Geschichte
Das internationale Gegenrecht wurde 1978 eingeführt. Gründervereine der internationalen Vereinbarung waren der Deutsche Alpenverein, der Österreichische Alpenverein, der Club Alpin Français, die Federación Española de Deportes de Montaña y Escalada, der Club Alpino Italiano und der Schweizer Alpen-Club. Weitere hüttenbesitzende und auch nicht hüttenbesitzende Vereine sind dem Abkommen später beigetreten.
Zum 1. Januar 2012 ist die Federazione Alpinistica Ticinese dem internationalen Gegenrechtsabkommen beigetreten. Nicht mehr eigenständig beteiligt ist der Belgische Alpenclub, dessen Mitglieder jedoch als Sektion Flandern in den Österreichischen Alpenverein integriert wurden und damit weiterhin gegenrechtsberechtigt bleiben.

### Teilnehmende Vereine
| Land           | Verein(e) |
| -------------- | --- |
| Belgien        | Club Alpin Belge |
| Dänemark       | Dansk Bjergklub |
| Deutschland    | Deutscher Alpenverein |
| Frankreich     | - Club Alpin Français - Société des Touristes du Dauphiné |
| Großbritannien | Alpine Club |
| Italien        | - Club Alpino Italiano - Alpenverein Südtirol |
| Liechtenstein  | Liechtensteiner Alpenverein |
| Luxemburg      | Groupe Alpin Luxembourgeois |
| Niederlande    | Nederlandse Klim- en Bergsport Vereniging |
| Österreich     | Österreichischer Alpenverein |
| Schweiz        | - Schweizer Alpen-Club - Federazione Alpinistica Ticinese - Vereinigung der Akademischen Alpenclubs der Schweiz: - Akademischer Alpenclub Basel - Akademischer Alpenclub Bern - Club Alpin Académique Genève - Akademischer Alpen-Club Zürich |
| Slowenien      | Slowenischer Alpenverein |
| Spanien        | Federación Española de Deportes de Montaña y Escalada |

Mitglieder von Vereinen der Union Internationale des Associations d’Alpinisme (UIAA), die dem Gegenrechtsabkommen nicht pauschal beigetreten sind, können über das internationale Gegenrechtssekretariat eine Gegenrechts-Einzelmarke erwerben und genießen damit dasselbe Gegenrecht.

## Österreichisches Gegenrecht
In Österreich gilt unabhängig vom internationalen Gegenrecht ein nationales Gegenrecht in der aktuell seit dem 1. Januar 2004 gültigen Form. Zur Inanspruchnahme wird ein gültiger Jahresausweis des jeweiligen Vereins, auf dem das Gegenrechtslogo mit den Worten Österreichische Hüttenmarke eingedruckt oder aufgeklebt ist, benötigt.
Das österreichische Gegenrecht gilt auf 300 Hütten von Vereinen, die nicht am internationalen Gegenrecht teilnehmen.

### Geschichte
Das österreichische Gegenrecht trat zum 1. Januar 1982 mit dem Abkommen über das Gegenrecht auf Schutzhütten alpiner Vereine Österreichs in Kraft. Nachdem anfänglich eine separate Hüttenmarke erworben werden musste, ist seit dem Jahr 2000 lediglich ein Mitgliedsausweis eines der teilnehmenden Vereine erforderlich.

### Teilnehmende Vereine
Folgende Vereine nehmen am österreichischen Gegenrecht teil:
- Österreichischer Alpenverein
- Deutscher Alpenverein
- Österreichischer Alpenklub
- Alpine Gesellschaft Preintaler
- Naturfreunde Österreich
- Österreichischer Touristenklub
- Österreichische Bergsteigervereinigung
- Alpine Gesellschaft Haller
- Alpine Gesellschaft Krummholz
- Akademischer Alpenklub Innsbruck

## Weitere Gegenrechtsabkommen
- Der Alpenverein Südtirol und der Österreichische Alpenklub pflegen ebenfalls ein bilaterales Gegenrechtsabkommen.[5]